# Göran Bjerendal
Göran Bjerendal, född 21 oktober 1951, är en svensk bågskytt. Han deltog vid olympiska sommarspelen 1980, olympiska sommarspelen 1984, olympiska sommarspelen 1988 och olympiska sommarspelen 1996.